# Kaleidoscope (album DJ-a Tiësto)
Kaleidoscope – czwarty studyjny album holenderskiego DJ-a Tiësto wydany 6 października 2009 r. Pierwszym singlem z tej płyty był utwór "I Will Be Here", który powstał we współpracy z zespołem Sneaky Sound System.

## Lista utworów
1. "Kaleidoscope" (featuring Jónsi) - 7:36
2. "Escape Me" (featuring CC Sheffield) - 4:18
3. "You Are My Diamond" (featuring Kianna) - 4:11
4. "I Will Be Here" (with Sneaky Sound System) - 3:25
5. "I Am Strong" (featuring Priscilla Ahn) - 5:39
6. "Here on Earth" (featuring Cary Brothers) - 4:56
7. "Always Near" - 1:34
8. "It's Not the Things You Say" (featuring Kele Okereke) - 3:15
9. "Fresh Fruit" - 5:24
10. "Century" (featuring Calvin Harris) - 4:43
11. "Feel It In My Bones" (featuring Tegan and Sara) - 4:52
12. "Who Wants to Be Alone" (featuring Nelly Furtado) - 4:36
13. "LA Ride" - 4:13
14. "Bend It Like You Don't Care" - 3:23
15. "Knock You Out" (featuring Emily Haines) - 5:07
16. "Louder than Boom" - 4:10
17. "Surrounded by Light" - 2:40

## Pozycje na listach
| Lista | Kraj   | Pozycja |
| ----- | ------ | ------- |
| OLiS  | Polska | 26      |